# Roosevelt (Utah)
Roosevelt es una ciudad ubicada en el condado de Duchesne en el estado estadounidense de Utah. En el año 2000 tenía una población de 4.299 habitantes. 

## Geografía
Roosevelt se encuentra ubicado en las coordenadas 40°17′55″N 109°59′39″O / 40.29861, -109.99417. Según la Oficina del Censo, la localidad tiene un área total de 13,6 km² (5,3 mi²), de la cual toda es tierra.

## Demografía
Según la Oficina del Censo en 2000, había 4.299 personas residentes en el lugar, 86,6% de los cuales eran personas de raza blanca. Los ingresos medios por hogar en la localidad eran de $29,190, y los ingresos medios por familia eran $32,328. Los hombres tenían unos ingresos medios de $32,117 frente a los $18,043 para las mujeres. La renta per cápita para la localidad era de $11,945. Alrededor del 22.1% de la población de Roosevelt estaba por debajo del umbral de pobreza.